# Arriesgaré la piel en vivo
Arriesgaré la piel en vivo è una VHS degli Inti-Illimani, pubblicata nel 1996 dalla EMI Odeon chilena, che documenta un loro concerto tenuto nel giugno 1996 nel Teatro Monumental di Santiago del Cile.
Questo stesso concerto è stato pubblicato in CD, con un minore numero di brani, dalla CGD con il titolo di En vivo en el Monumental.

## Tracce
1. Canto de las estrellas - (J.Seves - M.Chaparro)
2. La fiesta de San Benito / Kulliacas - (trad. - H.Salinas)
3. Tatati - (H.Salinas)
4. Corazon maldito - (V.Parra)
5. El aparecido - (V.Jara)
6. Mulata - (H.Salinas - N.Guillen)
7. Medianoche - (H.Salinas - P.Manns)
8. Maria Canela - (H.Salinas)
9. Mi chiquita / El carnaval - (H.Salinas - N.Guillen)
10. El mercado Testaccio - (H.Salinas)
11. Arriesgaré la piel - (H.Salinas - P.Manns)
12. Quien eres tu - (H.Salinas - P.Manns)
13. Señora chichera - (trad.)
14. Entre nosotros - (H.Salinas - P.Manns)
15. Kalimba - (H.Salinas)
16. Cumpleaños 80 de Nicanor - (J.Seves - R.Parra)
17. Caramba, yo soy dueño del Barón - (trad.)
18. El negro Bembón - (B.Capó)
19. Samba lando - (H.Salinas - P.Manns - J.Seves)

## Formazione
- Jorge Coulón: chitarra, tiple colombiano, arpa, dulcimer
- Horacio Durán: charango, cuatro venezuelano, violino, percussioni
- Horacio Salinas: chitarra, cuatro venezuelano, tiple colombiano, charango, percussioni
- Max Berrú: chitarra, percussioni
- Marcelo Coulon: quena, ottavino, flauto traverso, guitarrón messicano
- José Seves: chitarra, quena, sikus, guitarrón messicano, congas, cajón peruviano
- Pedro Villagra: sassofono, flauto traverso, ottavino, congas, sikus, mandolino, clarinetto
- Efren Viera: sax baritono, clarinetto, percussioni

## Ospiti
- Andrés Pérez
- María José Núñez
- Gabriel Salinas
- Mariela Fuentes
- Juan Millar

### Collaboratori
- Carlos Palma: regia